# 鲍里斯·瓦西里耶维奇·史楚金

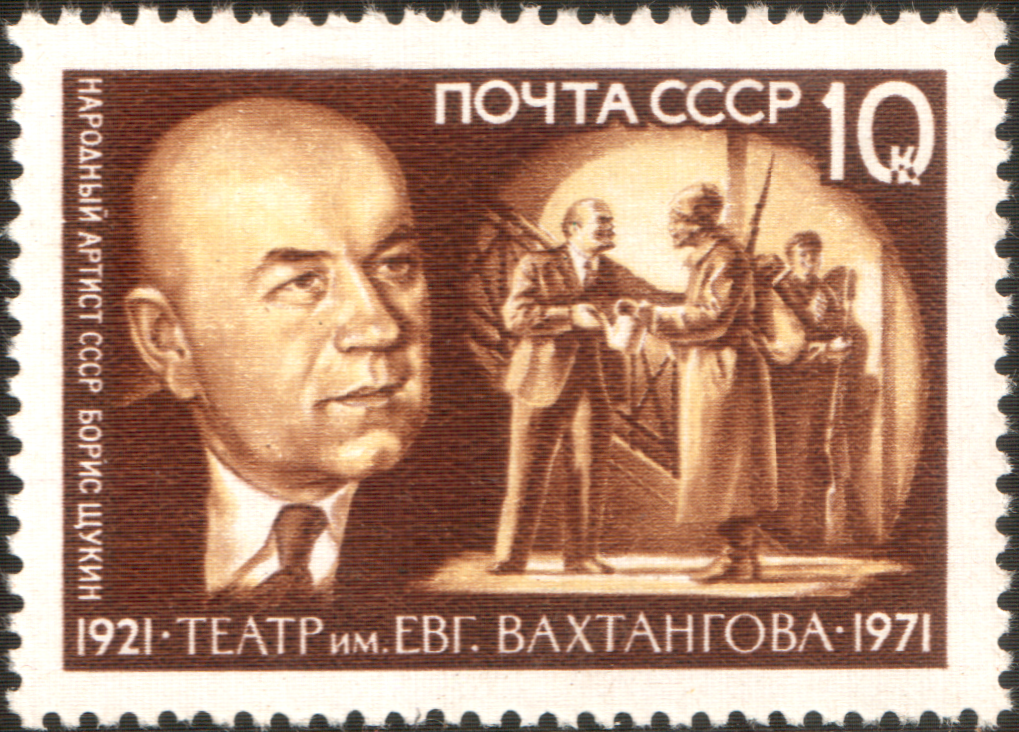
蘇聯郵票上的鲍里斯·瓦西里耶维奇·史楚金

鲍里斯·瓦西里耶维奇·史楚金（1894年4月17日（旧历4月5日）—1939年10月7日），苏联舞台剧演员、电影演员。
出生在莫斯科。1920年，加入导演叶夫根尼·瓦赫坦戈夫领导的实验培训所（即后来的瓦赫坦戈夫剧院），1926年，成为该剧院的主要演员之一。
史楚金曾出演过多部电影，其中在《列宁在十月》、《列宁在1918》两部电影中扮演列宁而最为人所知。1936年，被评为苏联人民艺术家。1939年因积劳成疾逝世，终年45岁，死后又于1941年追授斯大林奖。
莫斯科的史楚金戏剧学校以他的名字命名。